# Вајгач
Вајгач (рус. Вайга́ч) је острво између Печорског мора и Карског мора. Површина му је 3.398 km².
Припада Архангелској области Русије. Управно припада Ненечком аутономном округу. Налази се јужно од острва Нове земље од које га деле Карска врата. Са јужне стране уски морски теснац од неколико километара одваја га од европског копна.
Претежно је равно, а највиши врх има 162 m. Већи део је под тундром, мочварама и језерима.
Становници се баве узгојем ирваса и ловом на крзнене животиње. На северозападној обали налази се насеље Вајгач, а на јужној обали Варнек. Веће место је и Долгаја Губа. На Вајгачу се од 1950. године налази поларна истраживачка станица.